# Juan Crisóstomo de Arriaga

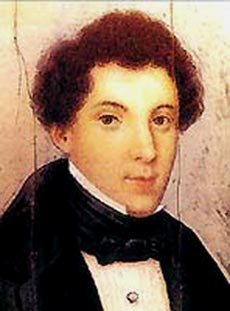

Juan Crisóstomo de Arriaga (Bilbao, 27 de enero de 1806 - París, 17 de enero de 1826) fue un compositor español de música clásica, apodado el “Mozart español” debido a las grandes dotes musicales que presentaba ya desde niño, al igual que Wolfgang Amadeus Mozart, así como a su prematura muerte a los diecinueve años de edad.

## Vida

### Orígenes
Su nombre completo era Juan Crisóstomo Jacobo Antonio de Arriaga y Balzola, nacido en Bilbao en la casa familiar, en el n°51 de la calle Somera actual n°12. Fue bautizado ese mismo día en la parroquia de los Santos Juanes.
Los orígenes del apellido de Arriaga están en el caserío Arriaga en Rigoitia (aldea cercana a Guernica en Vizcaya) de la que la familia tomó el gentilicio. El apellido proviene del vasco arri=piedra y aga=artículo locativo singular, de donde arri-aga significa pedregal.
Juan Simón de Arriaga (1766-1836), el padre de Juan Crisóstomo, nacido en Rigoitia, se casó con María Rosa Catalina de Balzola (1767-1818), nacida en Guernica. Del matrimonio nacieron nueve hijos, el octavo de ellos Juan Crisóstomo de Arriaga y Balzola, aunque solo cinco hijos llegaron a alcanzar la mayoría de edad, y solo cuatro conocieron a Juan Crisóstomo ya que los otros tres habían fallecido a su nacimiento.
En 1802, Juan Simón, quien había sido organista en la iglesia de Berriatua (Vizcaya), y su familia se trasladaron a vivir a Bilbao. Allí comenzó a comerciar con productos como la lana, el arroz, la cera o el café entre otras mercancías. Gracias a la comodidad económica que estas actividades le dieron, Juan Simón pudo favorecer que su hijo desarrollara su prodigioso talento musical.

### Etapa bilbaína (1806-1821)
El joven Juan Crisóstomo comenzó a frecuentar las academias musicales, germen de las futuras sociedades filarmónicas y orquestas, en las que comienza a ser reconocido y admirado. Testigo de esto es un dibujo de Juan Crisóstomo realizado con pluma y fechado a 20 de noviembre de 1817 de un gran salón donde se estaba celebrando un concierto a cargo de nueve músicos, entre ellos el propio Juan Crisóstomo al violín y uno de sus hermanos mayores, Ramón Prudencio (1792-1853), a la guitarra. El dibujo está dedicado a Luisa de Torres y Urquijo, que aparece al piano, con la edad de quince años, muchacha a quien Juan Crióstomo dedicó también su primera obra Nada y mucho. La obra está fechada ese mismo año, y se conserva aún su partitura en la que se puede leer un escrito del padre de Arriaga que recita lo siguiente:
"Nada y mucho, a la verdad,| vale aquesta pequeñez;| nada, por lo que en sí es;| mucho, para tierna edad."
En 1818, Juan Crisóstomo compondría su Obertura op.1, al año siguiente una Marcha Militar para Banda op.2 y dos Himnos Patrióticos op.3 y op.4, y poco más tarde una Romanza para Pianoforte. Asimismo, compuso un Tema Variado en Cuarteto op.17, la Obertura para Orquesta op.20 y sus Variaciones para Violín y Bajo ad libitum sobre el Tema de “La Húngara”, además de diferentes motetes.

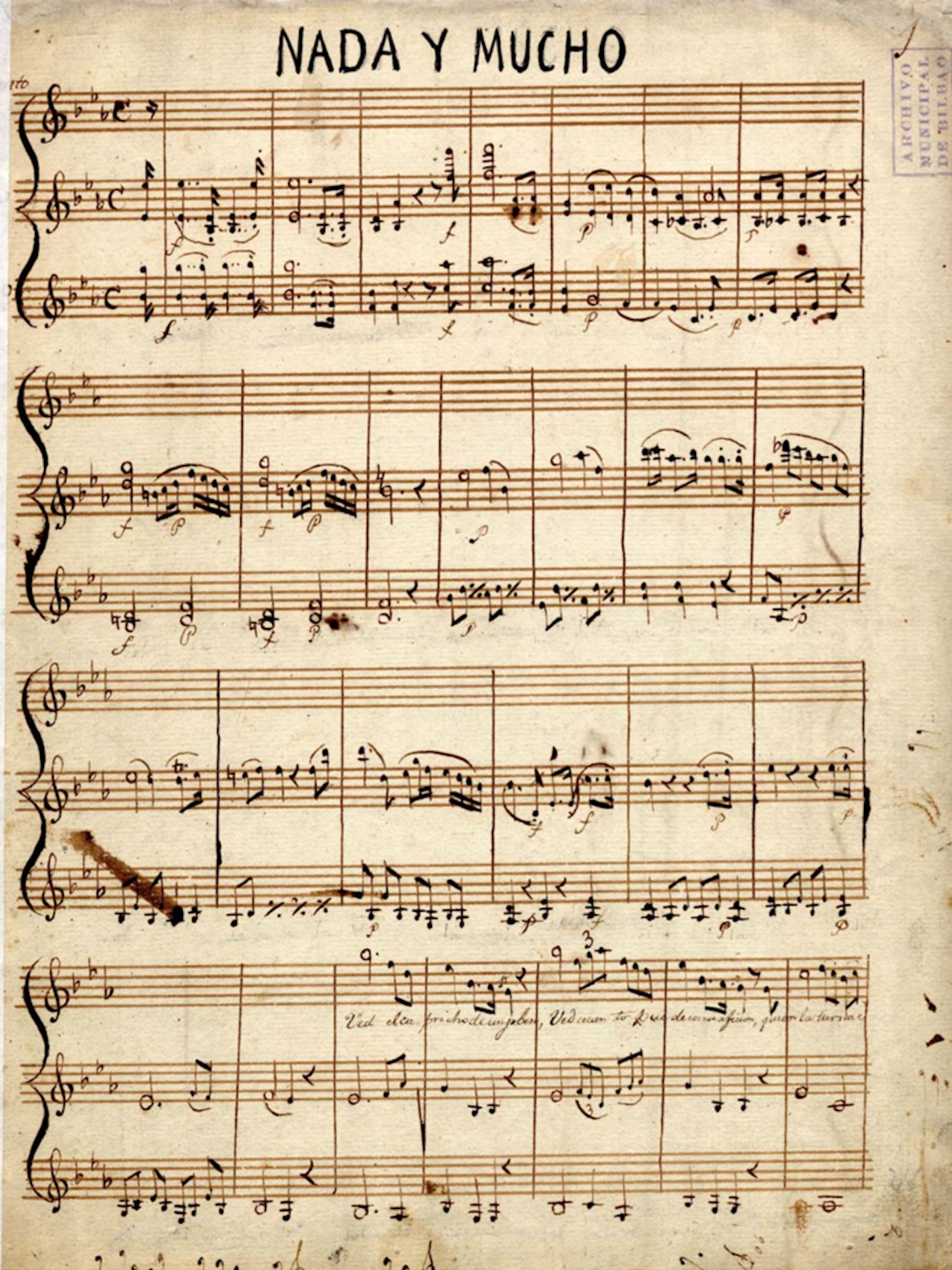
Primera página del manuscrito de Nada y mucho, primera obra de Juan Crisóstomo.

Durante los dos siguientes años, hasta 1821, el autor dedicó sus esfuerzos a la composición de una ópera sobre un libreto de Luciano Francisco Comella titulada Los esclavos felices; una ópera semi-seria en dos actos y cinco cuadros, de la cual solo nos han llegado, de los más de treinta números del libreto, la Obertura, la Marcha Mora, la Cavatina de Elvira y el Dúo de Alfonso y Elvira.
La actividad de Juan Crisóstomo es ya comentada en la época por periódicos como el Liberal Guipuzcoano, y su ópera es conocida y valorada como referente en 1820 en una carta del célebre cantante sevillano residente en París Manuel García (1775-1832) al padre de Arriaga. Posteriormente, no por casualidad, encontramos un aria para tenor y orquesta, el Aria de Beltrán la cual, por su carácter, respondería a la sugerencia del propio tenor Manuel García de añadir a la ópera algunos números bufos para una hipotética representación a su cargo en los teatros de París.

### Etapa parisina (1821-1826)
En septiembre de 1821, Juan Simón, recomendado por el compositor José Sobejano y Ayala (1791-1857), decide mandar a su hijo a París con tan solo 15 años para que allí pudiera adquirir los conocimientos que en su Bilbao natal ya nadie podía proporcionarle. El día 26 del mismo mes, Juan Crisóstomo parte hacia la capital francesa, obteniendo la carta de residente el día 13 de octubre del mismo año, pocos días después de llegar a la ciudad. Desde este momento su familia no volvería a verle nunca más.
Con únicamente algunas partituras como tarjeta de presentación, ingresó en noviembre del mismo año en la École Royale de Musique et Declamation, más tarde llamada Conservatorio. Allí estudió violín con Pierre Baillot, armonía con François-Joseph Fétis y contrapunto con Luigi Cherubini. Sus profesores pronto quedaron maravillados por sus rápidos progresos y dotes, en especial para la composición. En 1823, Cherubini, el cual acababa de ser nombrado director de la École el año anterior, escuchando el Stabat Mater del joven compositor preguntó por la autoría de dicha obra, y cuando supo que pertenecía al joven Arriaga le dijo “Increíble. Eres la misma personificación de la música”.
Enseguida, en 1824, Arriaga fue nombrado profesor repetiteur de la clase de contrapunto y fuga de Fétis, cuando tan solo un año antes él era alumno de dicho Aula, y en consecuencia comenzó a ser enormemente valorado por el alumnado, así como por otras facultades dentro del propio Conservatorio.
Su primera obra de esta nueva etapa, fechada el 16 de febrero de 1822, fue el arreglo para cuarteto de cuerda de las Variaciones sobre el tema de “La Húngara” o “Thema de la Tirolesa” como lo definió Francisco María Vaccari, a sugerencia de quien se hizo la adaptación. El objetivo de ésta era poder presentarla ante el rey, a quien no debían gustarle interpretaciones a solo. También la Obertura de 'Los esclavos felices' fue revisada bajo el nuevo título de Obertura Pastourelle, siendo ésta la versión que habitualmente se interpreta. Ésta es la versión que se editó en 1951 en Bilbao y que habitualmente se interpreta. Asimismo, Arriaga compuso durante este primer año los Tres Estudios para Pianoforte.
En este momento, compone también los Tres Cuartetos de Cuerda, dedicados a su padre, y editados por el mismo, aunque sin fechar. Estas son quizá las piezas más destacadas de su Obra, alabados por su profesor Fétis en su Biographie Universelle des Musiciens (París, 1835-44), bibliografía gracias a la cual podemos datar los cuartetos en 1824. A los Tres Cuartetos precede la Sinfonía para Gran Orquesta (1824-25), otro de los grandes hitos de su obra, y cinco arias para voz y orquesta sin fechar, difíciles de ordenar cronológicamente. Una secuencia posible sería la siguiente teniendo en cuenta la madurez musical de cada una de ellas: Edipo, Medea, Erminia, All’Aurora, y Agar en el Desierto.
Una de las cosas que más impresionaba a todos sus maestros era la habilidad que tenía Arriaga para usar armonías, contrapuntos y técnicas en general musicalmente muy sofisticadas sin que nadie antes se las hubiera enseñado o explicado. Testigo de ello podría ser su Fuga a ocho voces basada en el Credo Et Vitam Venturi, obra de concurso (perdida tras la muerte del compositor) que fue descrita por Cherubini como una Obra Maestra. De la misma forma, Fétis, que también estaba familiarizado con la perdida ópera de Arriaga Los esclavos felices, afirmaba que “[…] sin conocimiento alguno, fuera el que fuese, de armonía, Juan Crisóstomo escribió una ópera española contenedora de ideas fantásticas y completamente originales.”.

### Muerte
Arriaga fue una persona acomodada durante sus cuatro años de estancia en París gracias a los esfuerzos de su padre por mantenerle, pero la intensidad de sus responsabilidades en torno a sus estudios en el Conservatorio y su casi meteórico ascenso a la fama, que cualquiera pudiera suponer basándose en los cumplidos y valoraciones de sus profesores, pudieron tener que ver en el empeoramiento de su salud.

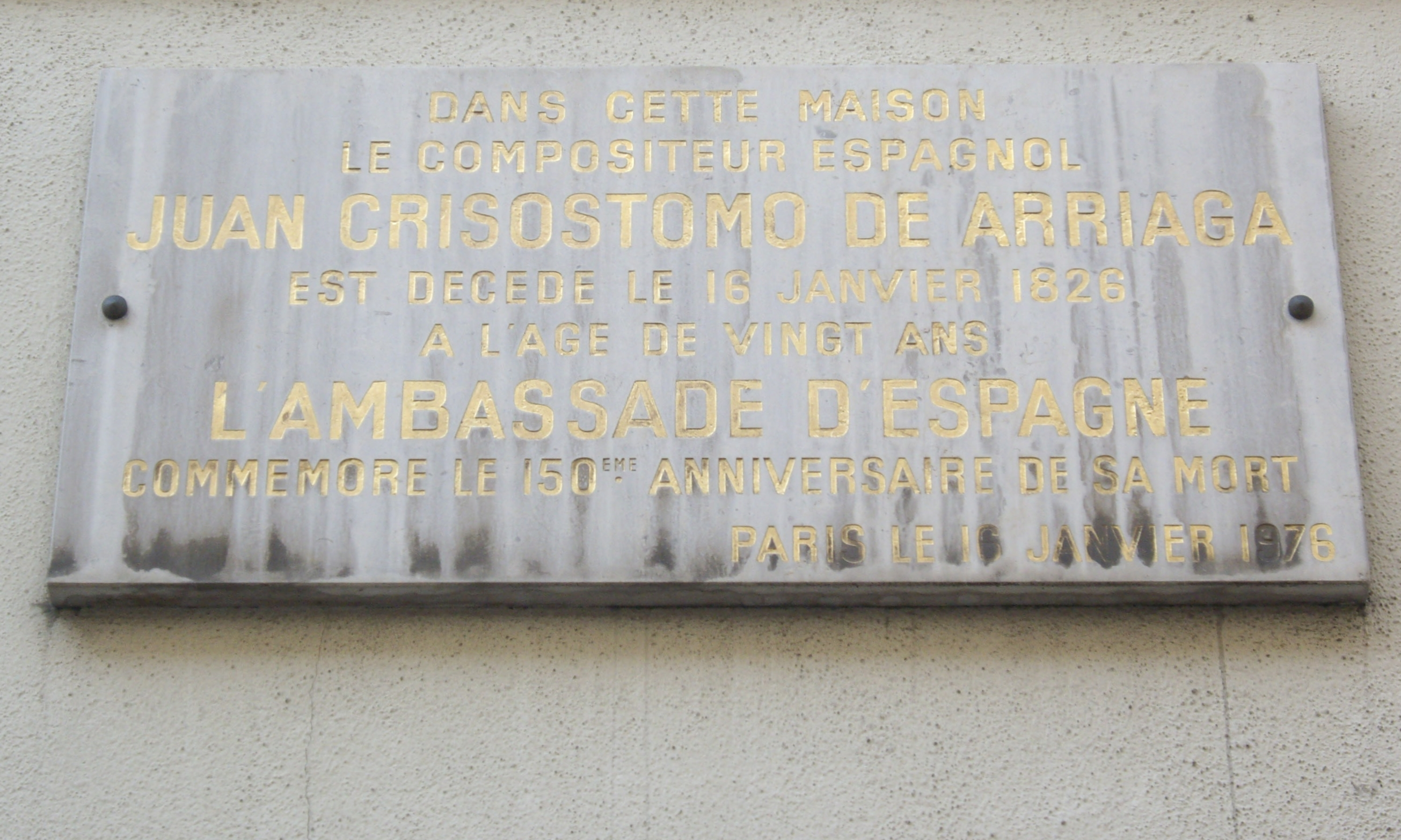
Placa conmemorativa del 150.º aniversario de la muerte de Juan Crisóstomo en el número 314 de la rue Saint-Honoré, París.

Juan Crisóstomo de Arriaga murió en París el 16 de enero de 1826, diez días antes de su vigésimo cumpleaños, a consecuencia de una dolencia pulmonar, posiblemente tuberculosis, sumado al enorme cansancio que sufría debido al trabajo de profesor en el Conservatorio, las lecciones que daba y a su intensa actividad como ejecutante. En sus últimos momentos fue atendido por Cirilo Pérez Nenín, amigo de la familia Arriaga, y Pedro Albéniz, uno de sus amigos en la ciudad junto con Manuel García y Juan Gris. Fueron ellos quienes informaron a la familia del trágico suceso.
Fue enterrado en una fosa común en el Cimetière du Nord en Montmartre.
A la muerte de Juan Crisóstomo, un baúl fue enviado a la casa de su padre en Bilbao, conteniendo su violín y algunos manuscritos con parte de su obra, y fue dejado en un desván donde permaneció años abandonado hasta ser rescatado, casi medio siglo después, por un familiar en 1869.

## Repercusiones tras su muerte
Debido a la prematura e inesperada muerte del autor, su obra permaneció desconocida hasta mediados del siglo XIX, en concreto hasta 1869, año en que una reimpresión de la segunda edición de la Biographie universelle des musiciens et bibliographie genérale de la musique de Fétis, la cual incluía las muy buenas valoraciones a Arriaga, iría a parar a manos de Emiliano de Arriaga y Ribero (1844-1919), sobrino-nieto del autor y nieto de Ramón Prudencio, hermano de Juan Crisóstomo. Este, interesado por la Obra de su “tío Juanito”, de quien se había perdido la memoria en la familia, se esforzó en intentar recuperar su música y revivirla tanto en círculos de amigos y familiares como en su Bilbao natal. En 1887, se crearía la primera Comisión Permanente Arriaga, presidida por Emiliano, cuyo objeto sería el de estudiar, publicar y difundir la música de Juan Crisóstomo, así como la obtención de beneficios con los cuales poder dar las partituras a imprentas y difundir también por otras sociedades españolas las piezas. La Comisión dio su primer fruto en 1888, con la segunda edición de las particellas de los Tres Cuartetos. Éstos fueron entregados a la sociedad de cuartetos de Bilbao que les dio una enorme difusión por los diferentes salones de la capital vizcaína. Además, Emiliano, también recuperó documentos de gran importancia, como los autógrafos de los propios cuartetos.
En 1939, Emiliano decidió traspasar a su hijo José de Arriaga e Igartua todo el legado y los derechos de la música Juan Crisóstomo, y posteriormente, este los cedió al Ayuntamiento de Bilbao en 1956, a raíz del 150 aniversario del nacimiento del autor, para que se constituyera un museo dedicado a Arriaga. El Museo Arriaga, como se llamó, existió en el edificio que actualmente alberga la Biblioteca Municipal hasta 1983, año en que las graves inundaciones que tuvieron lugar en la ciudad acabaron con él. Buena parte de los documentos se conservan actualmente, además digitalizados y existiendo la posibilidad de consulta y descarga desde una página web especialmente dedicada a ello. Sin embargo, de otra parte del legado se desconoce el paradero. No se tienen noticias sobre el futuro del museo.
Cabe señalar que los Tres Cuartetos fueron la única obra que Arriaga vio publicada en vida, en 1824 por parte de Casa Pétit, y que debido a que todo el legado que tenemos de la demás Obra del autor es confuso (incompleto, perdido, sin fechar,..) el resto de sus composiciones fueron siendo publicadas paulatinamente tras su muerte, en gran medida gracias a las Comisiones Permanentes que se fueron creando durante el siglo XIX y XX. La Romanza para Pianoforte de Juan Crisóstomo fue publicada por José Sobejano en El Adam Español en 1826. Una segunda edición de los cuartetos fue impresa en Bilbao en 1888 aunque, por falta de recursos, solamente se imprimieron las particellas. El autógrafo del Tema Variado en cuarteto op.17 de 1820 fue donado por José de Arriaga e Igartua a la Biblioteca del Teatro Nacional de Madrid en 1925, editando la partitura la Comisión Arriaga II y publicándola en 1928 junto a un arreglo del mismo José de la Obertura op.1. En 1935, el mismo descendiente del autor expresó su deseo de imprimir una edición conjunta de sería posible. La Obertura Pastourelle y la Sinfonía para Gran Orquesta se editaron en Bilbao en 1951.
En la actualidad, la Fundación Vizcaína Aguirre tiene publicada la Obra íntegra de Juan Crisóstomo de Arriaga, incluyendo todas las particellas y partituras en grafía actual distribuidas en tres volúmenes. La fundación, encargada de difundir la cultura vasca, llevó a cabo el proyecto con motivo de la celebración del segundo centenario del nacimiento de Arriaga en 2006. Todas las partituras son de libre acceso on-line desde la página web de la fundación.
En 1989 el Programa de Estudios Vascos de la Universidad de Nevada, Reno, publicó la única biografía de Arriaga en inglés, con apéndice y bibliografía de obras, escrita por Barbara Rose; Arriaga, the Forgotten Genius: The Short Life of a Basque Composer (Arriaga, el Genio Olvidado: La Corta Vida de un Compositor Vasco); y también en conmemoración del 200 aniversario del nacimiento de Arriaga, Scherzo, la revista musical española, publicó una serie de artículos sobre el compositor con bibliografías actualizadas.

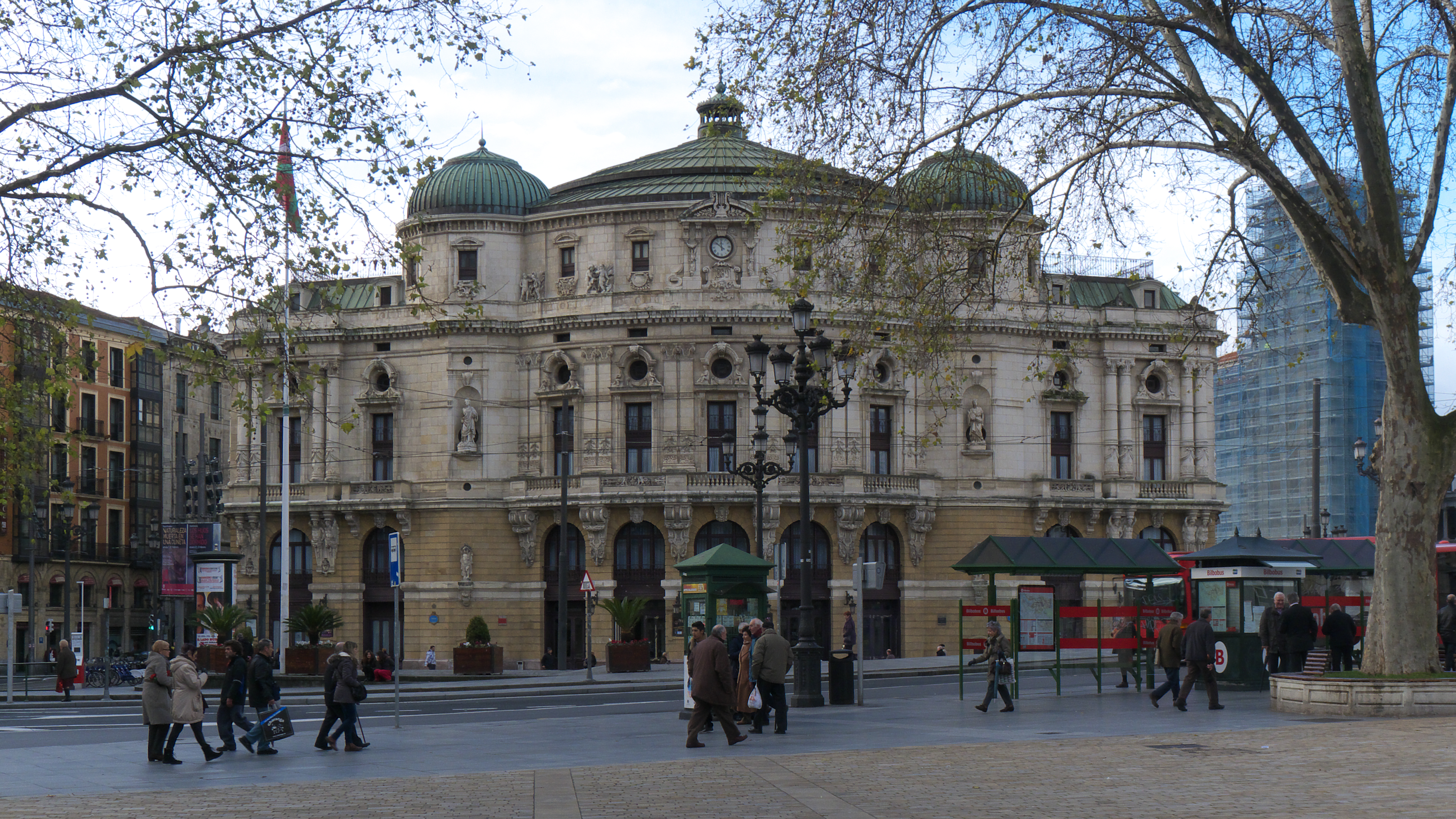
Teatro Arriaga en el centro de Bilbao.

Por otro lado, se le han hecho a Juan Crisóstomo de Arriaga numerosos homenajes. Por ejemplo, en su nativa Bilbao se construyó un teatro que lleva su nombre y que constituye un enclave fundamental en el desarrollo de la actividad artística y musical de la ciudad, incluyendo diferentes festivales entre muchas otras actividades; el Teatro Arriaga, obra del arquitecto Joaquín de Rucoba. También el conservatorio de la ciudad lleva su nombre, así como yace un monumento en su honor en el Parque de Doña Casilda en el centro de Bilbao, junto al Museo de Bellas Artes, obra del escultor Francisco Durrio de Madrón. Asimismo, su casa natal en la calle Somera está presidida por una placa conmemorativa, de la misma forma que en su residencia de París, donde existe desde 1977 una placa en el número 314 de la rue Saint-Honoré gracias a los esfuerzos de Ramón Rodamiláns y los miembros de la Embajada Española de su momento.

## Producción musical

### Estilo e influencia
La Obra de Arriaga, de la cual a la muerte del autor solamente se habían editado los Tres Cuartetos, cayó en el olvido hasta que a finales del siglo XIX, dentro del movimiento del nacionalismo musical vasco, se recuperó y convirtió en un mito más por su inmenso potencial que por el material legado. La música de Juan Crisóstomo, se puede relacionar fácilmente tanto con Haydn como con el primer Beethoven, como incluso con Schubert en su Sinfonía en Re, por ejemplo, aun siendo totalmente improbable que el propio Schubert pudiera haber sabido nunca de su existencia. Esto, con ayuda de los informes de Fétis como único material bibliográfico fiable, hizo que la historia de la vida de Arriaga fuera mitificada para encajarla en el creciente nacionalismo vasco de la época.
Se le quisieron encontrar semejanzas con Mozart, tales como que nació exactamente 50 años después y que llevaron el mismo nombre, Juan Crisóstomo, como Johannes Chrysostomus en el caso de Mozart, además de la pareja precocidad, ya que ambos tocaban el violín con tres años o habían compuesto su primera ópera antes de los trece. Sin embargo la coincidencia referente al nombre no debería extrañar demasiado ya que por la época se solía bautizar a los niños con el nombre del santo del día de su nacimiento; y una de las festividades de San Juan Crisóstomo se celebraba el 27 de enero, día del nacimiento de ambos compositores.
Según las declaraciones de Rosen “es […] posible escuchar pasajes en la Obra de Arriaga similares a Haydn, Mozart, Beethoven y Rossini, aunque él a veces no consiga alcanzar la complejidad de las obras más maduras de estos autores. Sin embargo, Arriaga posee un identificable y original estilo, el cual, en su tiempo, se habría convertido indudablemente en un estilo más individual y reconocible por sí mismo, posiblemente incorporando más elementos españoles y vascos que vieneses.”. Igualmente, de acuerdo con el Grove “[…] la muerte de Arriaga antes de los veinte años fue una triste pérdida para la música vasca.”.
La imagen que dan estas publicaciones, así como las de la revista Scherzo, no contradicen las declaraciones de Fétis, sin embargo, enfatizan en el hecho de que la temprana muerte de Arriaga no fue tan solo una pérdida para la cultura vasca sino también para la música española y por extensión para toda la música clásica europea.
De cualquier manera, y a pesar de la valoración altamente positiva que se ha hecho de la obra de Arriaga por diferentes críticos e historiadores musicales durante el siglo XX, la temprana muerte del autor y posterior pérdida de muchos de sus escritos ocasionaron que la obra, pese a su importancia, no pudiese ejercer ninguna influencia en la música española de las décadas posteriores.

### Obra
La obra de Arriaga conservada hasta la fecha es muy pequeña, de apenas veintisiete obras, viéndose así reflejada la temprana muerte del autor. Además, la catalogación de su obra resulta muy difícil ya que existen obras perdidas, otras no publicadas aunque conservadas de una u otra manera, y otras publicadas a posteriori en el siglo XIX en las que se sospechan algunos cambios introducidos por la imprenta. A pesar de todo esto, la música de Arriaga resulta de gran relevancia para poder comprender la mayoría de sus apuntes biográficos, debido a la gran escasez de textos o noticias a su respecto.

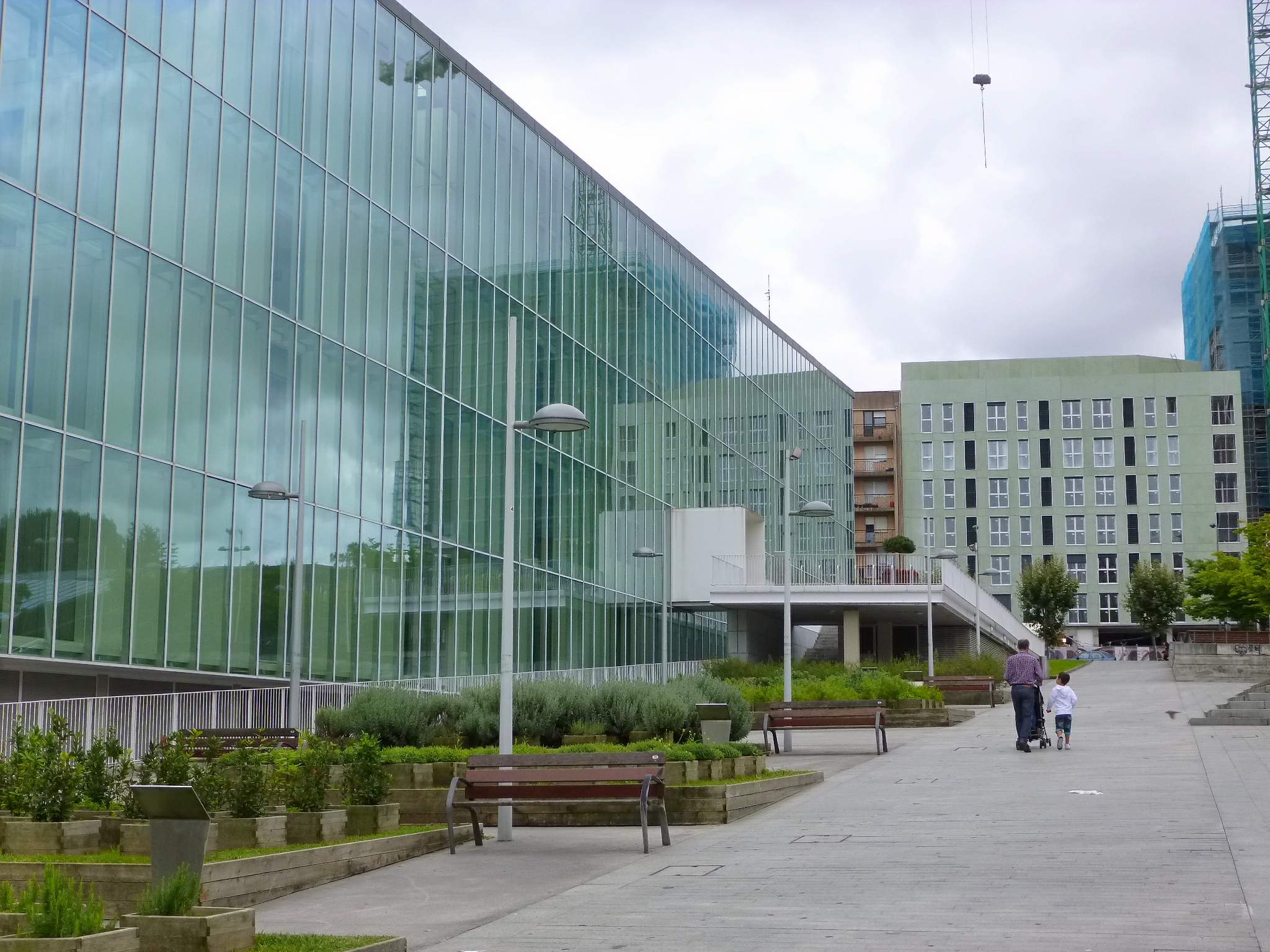
Conservatorio Juan Crisóstomo de Arriaga de Bilbao en la Plaza de Ibarrekolanda, Sarriko.

El catálogo de Arriaga se puede dividir en tres grandes géneros: obra sinfónica-instrumental, obra religiosa, y obra dramática-vocal.
De su producción sinfónica-instrumental se han conservado entre otras las Oberturas op.1, op.20 y la Obertura de 'Los esclavos felices' (compuesta cuando Arriaga aún tenía 13 años), así como su Sinfonía en Re para Gran Orquesta. Ésta es una de sus obras más relevantes, la cual destaca por su uso a partes iguales de la tonalidad mayor y menor, no quedando clara ninguna de las tonalidades, además de por ya tener un aire español dentro del estilo del compositor. Se puede señalar la existencia de partituras de la Sinfonía en Re para Gran Orquesta en las que constan los nombres de los ejecutantes, hecho que nos da a entender que la obra pudo ser interpretada en vida del autor por la Orquesta del Conservatorio de París. Sin embargo, quizá las obras más destacadas de toda su producción sean sus Tres Cuartetos para Cuerda. Aunque compuestos a una edad muy temprana, los cuartetos son brillantes, y ya en ellos se pueden advertir ciertas reminiscencias de bolero y de algunos temas populares vascos, lo que le ha llevado a Arriaga a ser precursor del nacionalismo musical vasco. El autor escribió asimismo algunas pequeñas piezas, entre ellas los Tres Estudios para Piano de inmejorable construcción; en el primero de ellos se pueden encontrar fragmentos de hondo sentido romántico y sincopados que recuerdan a la música de Schumann, y el segundo tiene acordes y enlaces utilizados veinte años después por César Franck en su Preludio, Coral y Fuga.
En todas estas obras se puede apreciar una técnica muy sólida y un gran dominio de la forma, recordando muchas de ellas en gran medida a la música de Mozart, Cherubini o Rossini, aunque con el sello personal del autor. En especial en los cuartetos se puede apreciar un tipo de sonata clásica muy cercana a la de autores clásicos, aunque en la que introduce una serie de elementos nuevos y originales que la acercan al Romanticismo, y que constituyen verdaderas innovaciones y creaciones propias de Juan Crisóstomo, tal es el caso de la introducción de movimientos en forma de rondó, o la inversión en el orden de la presentación de los temas o de la recapitulación.
Otra parte importante de su producción es la que corresponde a obras para voz y orquesta, que comprende arias, cantatas y música religiosa, y entre las que se destacaría el Stabat Mater para dos tenores, bajos y orquesta. También, entre sus arias, destaca Agar en el Desierto, para soprano, tenor y orquesta, de un impresionante dramatismo y que, al igual que otras de sus arias como Erminia y Medea, posee una fuerza de expresión y un vigor de inspiración superiores a las de páginas similares de autores contemporáneos a Arriaga. En concreto, la escena bíblica en que se basa la obra fue la misma que años antes, en 1811, había utilizado Franz Schubert para su primera obra vocal Hagars Klage D 5 para soprano y piano sobre un texto de C. A. Schücking, aunque quizá Juan Crisóstomo imprimiera en su obra un mayor dramatismo y brillantez.
En términos generales y según el New Grove Concise Dictionary of Music la música de Arriaga se podría describir como “[…] elegante, hábil y notable por su calidez armónica”.
La Sinfonía para Gran Orquesta, la Overtura Pastourelle, y los Tres Cuartetos de Cuerda forman el conjunto de obras más interpretadas de Juan Crisóstomo.

### Composiciones de Arriaga

#### Obra sinfónica-instrumental
- Nada y mucho, op.1 (1817), España, Coruña.
- Obertura Nonetto, para pequeña orquesta, op.2 (1818)
- Patria, himno para coro y orquesta, op.3 (1819)
- Cántabros nobles, himno para coro y orquesta, op.4 (1819)
- Marcha militar, para banda (1819)
- Romanza para pianoforte (1819)
- Tema variado en cuarteto, op.17 (1820)
- Obertura para orquesta en re mayor, op.20 (1821)
- Variaciones sobre el tema de "La Húngara" para violín con acompañamiento de bajo ad libitum, op.22 (1821)
- Variaciones sobre el tema de "La Húngara" para cuarteto de cuerda, op.23 (1822)
- Tres estudios de carácter, para Piano (1822)
- Tres cuartetos (1823)
  - Cuarteto de cuerda nº1 en re menor
  - Cuarteto de cuerda nº2 en la mayor
  - Cuarteto de cuerda nº3 en mi bemol mayor
- Sinfonía en re para gran orquesta (1824)

#### Obra religiosa
- O Salutaris Ostia, motete para dos tenores, bajo y orquesta de cuerda (1823)
- Stabat Mater, motete para dos tenores, bajo y orquesta (1822)
- Audi Benigne
- Et Vitam Ventura Saeculi, fuga para ocho voces (perdida)
- Misa a cuatro voces (perdida)
- Salve Regina (perdida)

#### Obra vocal-dramática
- Los esclavos felices, ópera en dos actos (1820)
- Edipo, escena lírico-dramática para tenor y orquesta sobre el texto de N. F. Guilard (1825)
- Medea, invocación al dio Himeneo, escena lírico-dramática para soprano y orquesta sobre el texto de F. B. Hoffman (1825)
- Erminia, cantata lírico-dramática en un acto y dos cuadros para soprano y orquesta sobre un poema de J. A. Vinaty (1825)
- Ma tante aurore (All’Aurora), escena lírico-jocosa para tenor, bajo y orquesta basada en un texto de C. de Longchamps (1825)
- Agar en el desierto, escena bíblico-dramática en tres cuadros (Romanza de Agar, Dúo de Agar e Ismael y Lamento de Agar) para soprano, tenor y orquesta sobre un texto de Victor-Joseph Étienne de Jouy (1825-1826)

### La sultana de Cádiz(ópera-pasticcio)
La sultana de Cádiz en castellano, Die arabische Prinzessin en alemán, es una ópera-pasticcio, creada por la Fundación Barenboim-Said, escrita por la compositora y directora de orquesta Anna-Sophie Brüning y la autora Paula Fünfeck, que está basada en un relato tradicional árabe al estilo de Las Mil y Una Noches cuya música ha sido tomada de la Obra de Juan Crisóstomo de Arriaga. La adaptación al castellano corrió a cargo de Pablo Valdés, y los derechos de edición de la obra le están reservados a Boosey & Hawkes.
La pieza fue estrenada en Ramallah el 14 de julio de 2009 bajo el título de Die Sultana von Cadiz interpretada por la Joven Orquesta de la Fundación Barenboim-Said y el coro infantil local en el Cultural Palace de la ciudad. La obra ha sido interpretada posteriormente en Leipzig en 2011, en Bonn, Barañáin y Bilbao en 2013, y en Madrid, Coburg y Linz en 2014.
La ópera trata diferentes temas, desde las dificultades de convivencia judeo-palestinas hasta problemas familiares o de pareja en la actualidad. El argumento gira en torno a la historia de un pescador llamado Jamil y una princesa llamada Amirah, teniendo como público principal un público infantil.
En la ópera se pueden escuchar fragmentos de Los esclavos felices, Ma Tante Aurora, O Salutaris, Edipo, Erminia, o Agar en el desierto entre otros.

## Discografía
- Cuarteto Casals; Arriaga: String Quartets. Harmonia Mundi HMA 1957038, 2009.[18]
- Il Fondamento, Paul Dombrecht: Juan Crisóstomo de Arriaga - Vocal Works; O salutaris Hostia, Stabat Mater dolorosa, Air d’Oedipe à Colone, Herminie, Air de Médée, Duo de Ma Tante Aurore, Agar dans le desert. Fuga Libera FUG515, 2005.[19]
- Il Fondamento, Paul Dombrecht: Juan Crisóstomo de Arriaga - Orchestral Works. Fuga Libera FUG522, 2009.[19]
- Guilet String Quartet; Tres Cuartetos. Concert Hall Society, Gold Label Series. Estados Unidos, 1954.[20]
- Phoenix Quartet; Tres Cuartetos & Tema variado en cuarteto opus 17. Golden Crest (Colorado) Records Inc. CR 4061. Estados Unidos, 1964.
- La Ritirata, Josetxu Obregón; Juan Crisóstomo de Arriaga (1806–1826) - The complete string quartets. Glossa GCD923102, 2014.[21]
- Le Concert des Nations- La Capella Reial de Catalunya, Dir. Jordi Savall: "Arriaga, l'Oeubre Orchestale" Astrée Auvidis E 8532 (1995)